# Cordulecerus subiratus
Cordulecerus subiratus is een insect uit de familie van de vlinderhaften (Ascalaphidae), die tot de orde netvleugeligen (Neuroptera) behoort. 
Cordulecerus subiratus is voor het eerst wetenschappelijk beschreven door Walker in 1853.